# Geothermieheizwerk Unterföhring
Das Geothermieheizwerk Unterföhring ist das bislang einzige Erdwärmeheizwerk in Deutschland, das durch eine zweite geothermische Doppelbohrung (Dublette) erweitert wurde. Die Anlage verfügt über eine installierte geothermische Leistung von 22 Megawatt und ist damit eines der leistungsstärksten Geothermieheizwerke in Deutschland. Es versorgt rund 3.900 Haushalte sowie 73 gewerbliche Kunden und rund 30 kommunale Gebäude in der oberbayerischen Gemeinde mit Fernwärme. Betreiber der Anlage ist das Unternehmen GEOVOL Unterföhring GmbH, das zu 100 % im Besitz der Gemeinde Unterföhring ist.

## Projektverlauf
2005 formulierte der Landkreis München langfristige Ziele für eine nachhaltige Energieversorgung in der Region. Die 29 Kommunen des Kreises trugen das Konzept mit und verpflichteten sich, ihren Teil zur Realisierung der Pläne beizutragen. Die Gemeinde Unterföhring setzte insbesondere auf die Nutzung der Geothermie – auch weil Erdwärme-Projekte in Pullach und Unterschleißheim um das Jahr 2003 vielversprechend gestartet waren. 2005 beschloss der Gemeinderat deshalb, sich die Aufsuchungsrechte zu sichern, um die geothermische Wärme nutzen zu können. Zur Umsetzung des Vorhabens wurde 2007 die Gemeindetochter GEOVOL Unterföhring GmbH gegründet. Im Frühjahr 2009 wurden bereits die beiden Bohrungen niedergebracht. Schon Ende 2009 konnte die geothermische Fernwärmeversorgung aufgenommen werden. 2014 wurde die bestehende Dublette durch eine weitere Doppelbohrung ergänzt und so die geothermische Leistung der Anlage von 10 MW auf 22 MW gesteigert, um die gesamte Gemeinde mit geothermischer Fernwärme versorgen zu können. Es ist deutschlandweit das bislang einzige Geothermieprojekt, das durch eine zweite Dublette erweitert wurde. Die von der zweiten Dublette gespeiste neue Energiezentrale wurde Anfang 2016 in Betrieb genommen.

## Meilensteine der Projektumsetzung
| 10.3.2005   | Der Gemeinderat Unterföhrings beschließt einstimmig, dass der 32 km² große Claim „feringeo“ gesichert werden soll, um dort nach Thermalwasser zu bohren |
| 2006        | Zur Erkundung des Untergrunds wird eine 2-D-Seismik durchgeführt                                                                                        |
| 3.9.2007    | Gründung der GEOVOL Unterföhring GmbH |
| 21.11.2008  | Beginn der Bohrungen |
| 6.2.2009    | Die erste Thermalbohrung ist fündig |
| 3.5.2009    | Die zweite Thermalbohrung ist fündig |
| Herbst 2009 | Beginn der Fernwärmelieferung |
| August 2010 | Fertigstellung der Energiezentrale I |
| 12.2.2014   | Beginn der Bohrungen für die zweite Dublette |
| 1.4.2014    | Die dritte Thermalbohrung ist fündig |
| 27.6.2014   | Die vierte Thermalbohrung ist fündig |
| Herbst 2014 | Baubeginn der Energiezentrale II |
| 25.2.2016   | Inbetriebnahme der Energiezentrale II |
| Sommer 2016 | Beginn der Wärmelieferung aus Energiezentrale II |

## Geologie in Unterföhring
In Unterföhring wird das Verfahren der hydrothermalen Geothermie genutzt: In einer Tiefe von ca. 2.000 – 2.500 Metern befindet sich unter Unterföhring der Malmkarst, eine wasserführende Gesteinsschicht (Aquifer). In der bis zu ca. 600 Meter dicken Malmschicht ist seit der letzten Eiszeit fossiles Grundwasser gespeichert. Es fließt dort nur sehr langsam und erwärmt sich dank der Hitze im Erdinneren, die größtenteils durch natürliche radioaktive Zerfallsprozesse entsteht. Zur Nutzung dieses Thermalwassers werden Doppelbohrungen in den Karst niedergebracht: Ein Bohrloch wird zur Förderung des Thermalwassers genutzt, das andere zu dessen Rückführung in die Gesteinsschicht (Reinjektion) verwendet, wo es von neuem erwärmt wird und der Kreislauf damit geschlossen ist.

## Technische Daten
|                          | Dublette I                                 |                                      | Dublette II                                |                                      |
| ------------------------ | ------------------------------------------ | ------------------------------------ | ------------------------------------------ | ------------------------------------ |
| Bohrung                  | Bohrung „Thermal 1“ (Reinjektions-Bohrung) | Bohrung „Thermal 2“ (Förder-Bohrung) | Bohrung „Thermal 3“ (Reinjektions-Bohrung) | Bohrung „Thermal 4“ (Förder-Bohrung) |
| Bohrzeit                 | 21.11.2008 – 6.02.2009                     | 13.03.2009 – 03.05.2009              | 19.05.2014 – 27.06.2014                    | 12.02.2014 – 01.04.2014              |
| Bohrdauer                | 71 Tage                                    | 51 Tage                              | 39 Tage                                    | 48 Tage                              |
| Bohrstrecke              | 3.042 m                                    | 2.578 m                              | 3.050 m                                    | 3.897 m                              |
| Bohrtiefe                | 2.512 m                                    | 2.124 m                              | 2.053 m                                    | 2.341 m                              |
| Temperatur Thermalwasser | 86 °C                                      | 87 °C                                | 84 °C                                      | 93 °C                                |
| Schüttung                | 85 l/s                                     | 85 l/s                               | 100 l/s                                    | 90 l/s                               |

## Energiezentralen

### Energiezentrale I
- 2 Titan-Plattenwärmetauscher
- 4 Netz-Pumpen

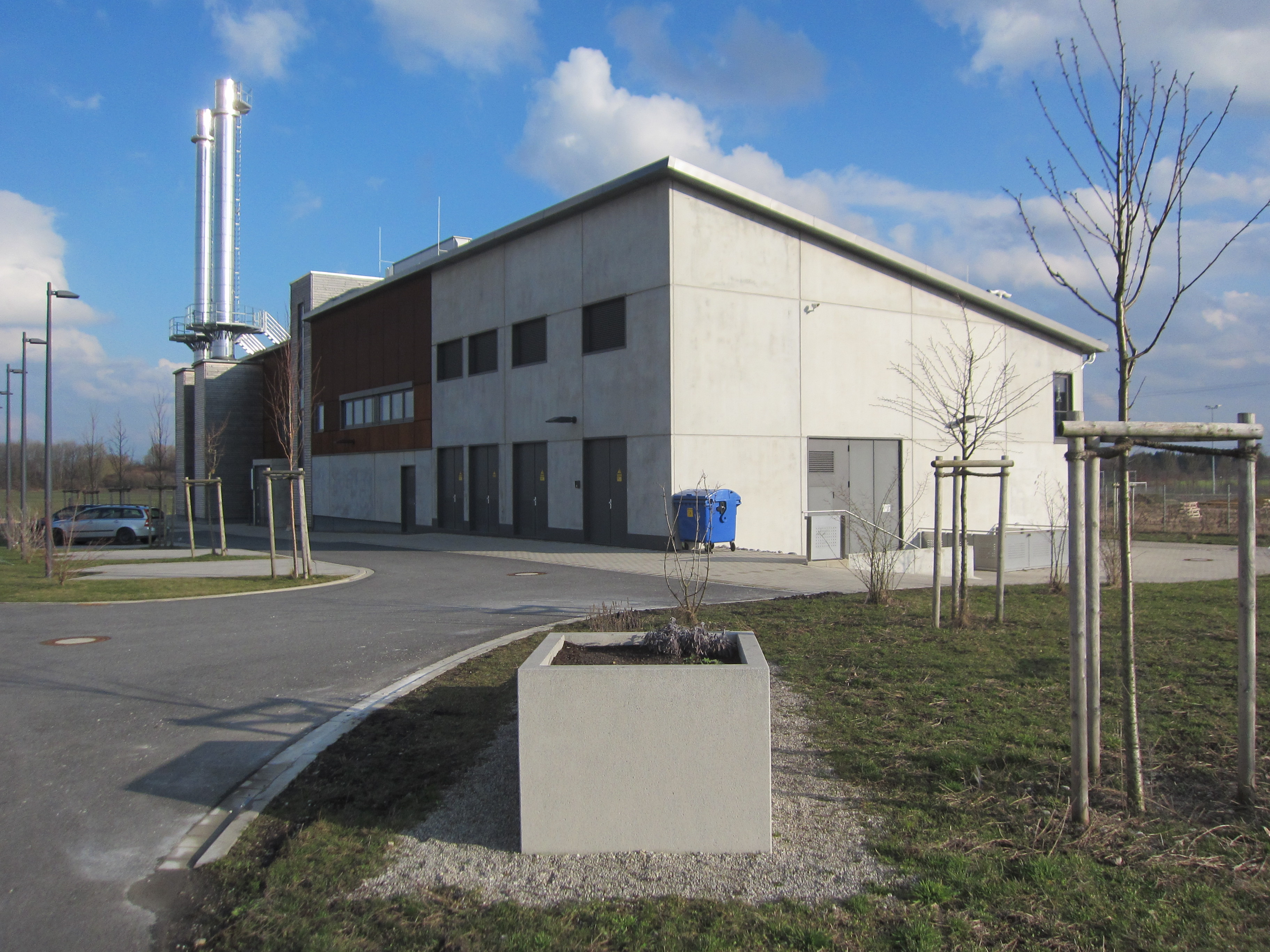
Energiezentrale I der Geothermieanlage in Unterföhring

- 2 Redundanz- und Spitzenlastkessel (20 MW)
- Photovoltaikanlage auf dem Dach (49,71 kWp)
- Notstromaggregat

### Energiezentrale II
- 2 Titan-Plattenwärmetauscher
- 4 Netz-Pumpen
- 2 Blockheizkraftwerke
- Adsorptionskälteanlage
- Photovoltaikanlage an der Fassade

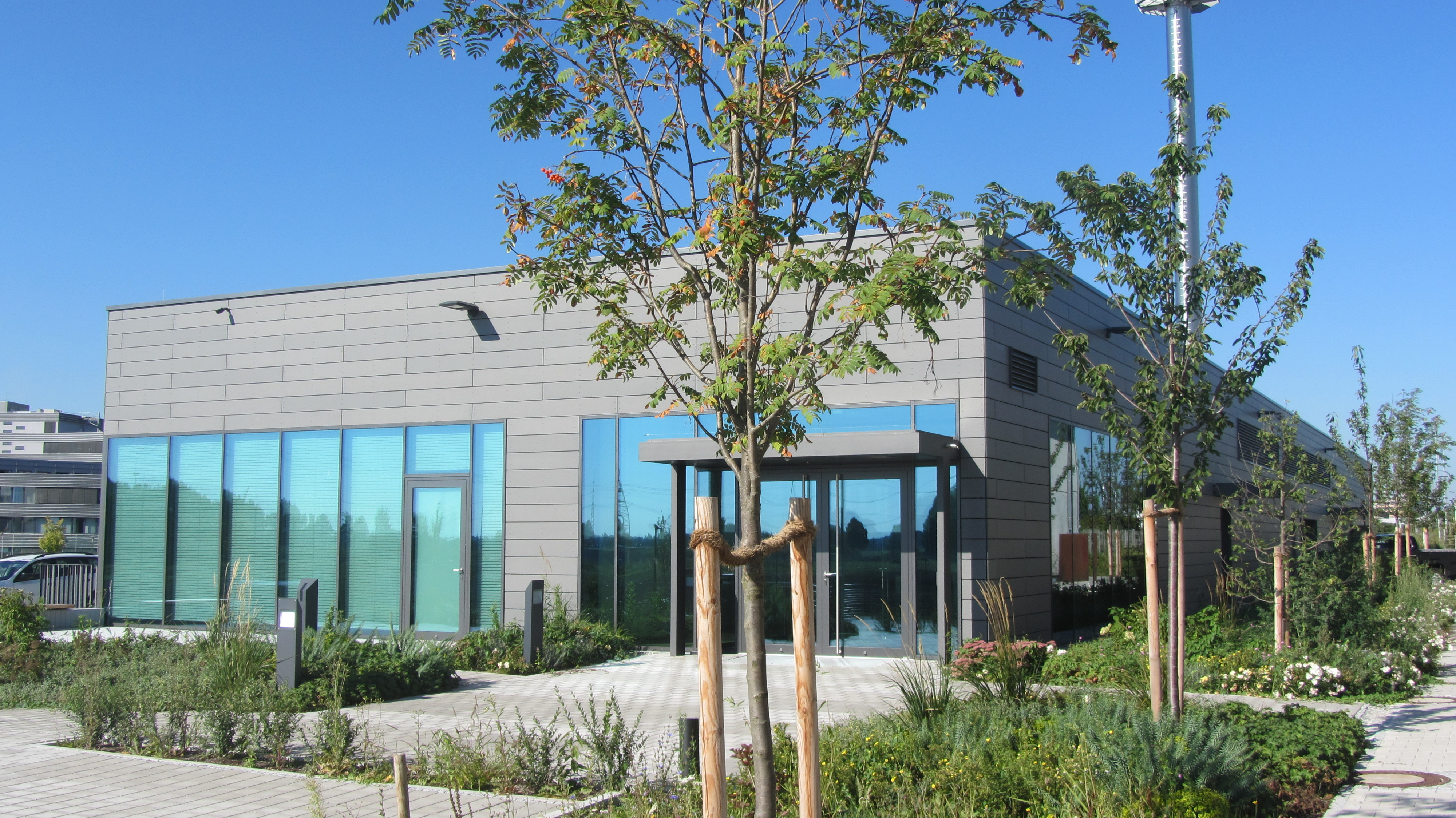
Energiezentrale II der Geothermieanlage in Unterföhring

- Redundanz- und Spitzenlastkessel (> 20 MW)

## Fernwärme
Das Fernwärmenetz in Unterföhring misst inzwischen 40 Kilometer und versorgt rund 640 Gebäude in der Gemeinde – vom Einfamilienhaus über große Wohnanlagen bis hin zu großen Unternehmen wie Allianz oder ProSiebenSat1. Die Anschlussleistung aller Wärmeabnehmer lag Ende 2021 bei rund 58 MW. Ziel von GEOVOL ist es, eine Anschlussleistung von etwa 105 MW zu erreichen. Der Wärmeabsatz ist den vergangenen Jahren stetig gestiegen und lag 2021 bei rund 73.000 Megawattstunden und damit rund 20 Prozent über dem Wert des Jahres 2020. Eine Besonderheit der Wärmeversorgung in Unterföhring ist, dass das Fernwärmenetz aus zwei Netzen mit jeweils eigenen Energiezentralen besteht: Das „Nordnetz“ wird durch die Energiezentrale I gespeist, das Netz für den Süden der Gemeinde wird von der 2016 errichteten Energiezentrale II versorgt. Beide Netze sind allerdings durch einen Wärmetauscher verbunden, so dass Wärme zwischen den beiden Netzen „verschoben“ werden kann. Aufgrund der unterschiedlichen Abnehmerstrukturen hat diese Netzarchitektur Vorteile: Während das eine Netz mehr private Abnehmer hat, wird mit dem anderen mehr Gewerbe versorgt. Dadurch entstehen Leistungsspitzen zu unterschiedlichen Tageszeiten, die mit dem jeweils anderen Netz gut abgepuffert werden können. Das erhöht nicht nur die Versorgungssicherheit, sondern führt auch dazu, dass sich die Betriebszeiten der fossil betriebenen Spitzenlastkessel sehr stark reduzieren lassen.
In Unterföhring gibt es keinen Anschlusszwang. Dennoch sind die Anschlussquoten, die GEOVOL erreicht, sehr hoch: Im Bestand liegen sie bei durchschnittlich 70 bis 80 Prozent, im Neubau bislang bei 100 Prozent.

## Geothermische Kälte

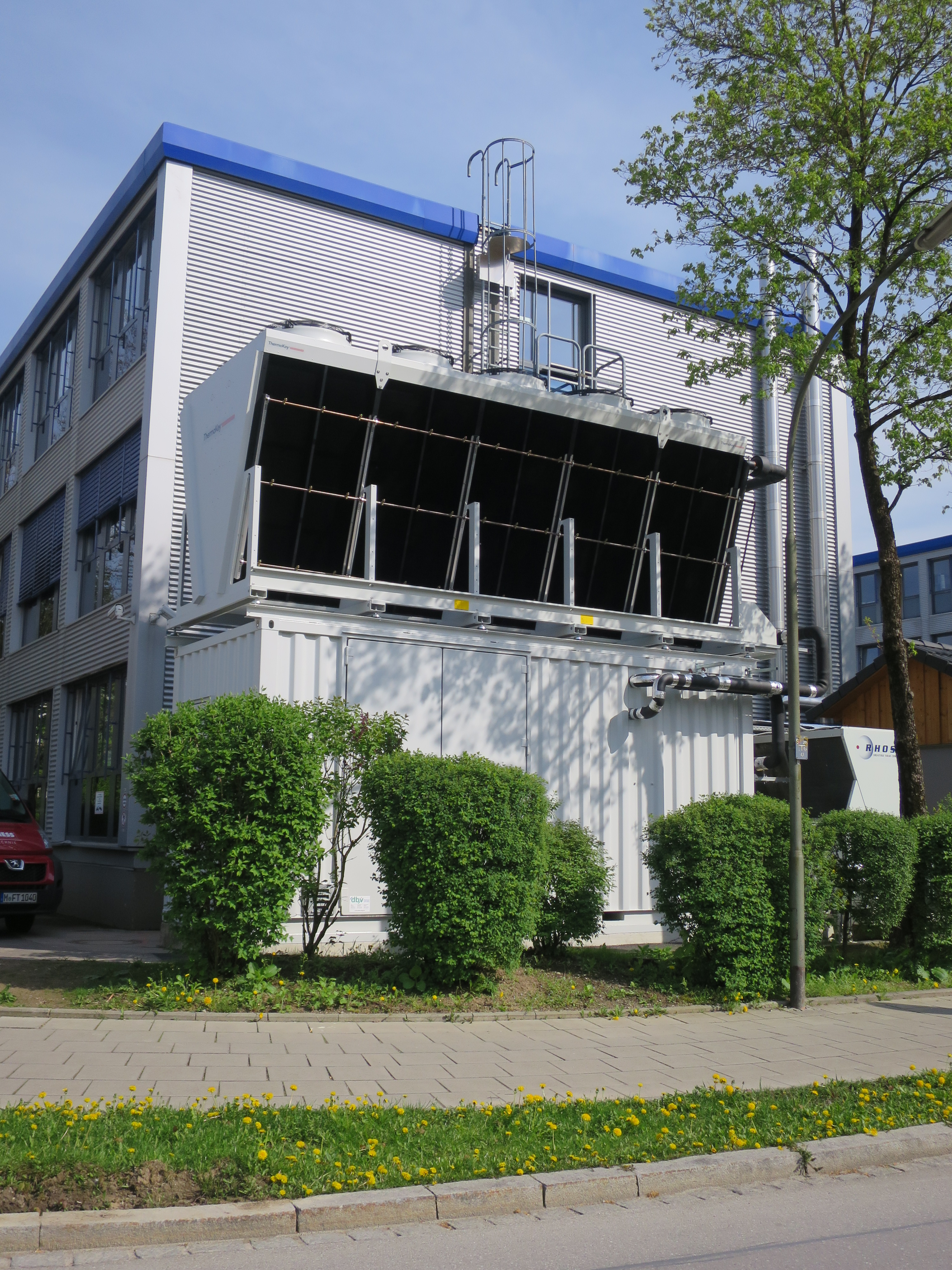
Mit geothermischer Wärme gespeiste Absorptionskältemaschine in Unterföhring zur Klimatisierung eines großen Bürokomplexes.

Um den Wärmeüberschuss im Sommer zu nutzen, hat GEOVOL sein Geschäftsfeld um die Lieferung von Kälte erweitert. Hierzu werden direkt beim Kunden Ad- oder Absorptionskältemaschinen installiert, die geothermische Fernwärme in Kälte zur Raumklimatisierung umwandeln können. Ein großer Bürokomplex von ProSiebenSat1 wird bereits seit 2015 über eine geothermisch betriebene Kälteanlage mit Raumkälte versorgt (siehe Bild). Auch das neue Gebäude der VHS in Unterföhring wird seit Beginn an mit geothermischer Wärme und Kälte versorgt.

## Wirtschaftlichkeit
Bis Ende 2021 hat die Gemeinde über das gemeindeeigene Unternehmen rund 83 Millionen Euro in die geothermische Wärmeversorgung investiert. Allein die Bohrung der zweiten Dublette schlug mit Kosten von rund zwölf Millionen Euro zu Buche, der Bau der Energiezentrale II mit rund acht Millionen Euro. Für den weiteren Netzausbau muss GEOVOL im Schnitt rund drei Millionen Euro pro Jahr aufwenden. Einen Jahresüberschuss wird GEOVOL voraussichtlich erstmals 2024 ausweisen können. Bis alle Jahresverluste aus den Vorjahren ausgeglichen sind, sich die Investition für die Gemeinde also amortisiert hat, wird es nach aktueller Planung 2033 werden.